# Borboroides bulberti
Borboroides bulberti är en tvåvingeart som beskrevs av Mcalpine 2007. Borboroides bulberti ingår i släktet Borboroides och familjen myllflugor. Inga underarter finns listade i Catalogue of Life.